# 娄伯君
娄伯君（1965年—），内蒙古赤峰人，汉族，中华人民共和国政治人物、第十一届全国人民代表大会内蒙古地区代表。
毕业于北京大学自然地理专业，担任内蒙古森林工业集团有限责任公司副总经理，内蒙古矿业公司董事长。2008年起担任全国人大代表。